# Фінні (округ, Канзас)
Шаблон:StateAbbr_ 37°57′38″ пн. ш. 100°51′21″ зх. д. / 37.960555555556° пн. ш. 100.85583333333° зх. д.
Округ Фінні (англ. Finney County) — округ (графство) у штаті Канзас, США. Ідентифікатор округу 20055.

## Історія
Округ утворений 1873 року.

## Демографія
За даними перепису 
2000 року 
загальне населення округу становило 40523 осіб, зокрема міського населення було 33142, а сільського — 7381.
Серед мешканців округу чоловіків було 20681, а жінок — 19842. В окрузі було 12948 домогосподарств, 9750 родин, які мешкали в 13763 будинках.
Середній розмір родини становив 3,55.
Віковий розподіл населення поданий у таблиці:
| Стать    | До 15 років | 15-21 | 22-29 | 30-39 | 40-49 | 50-65 | 65-85 | Понад 85 |
| -------- | ----------- | ----- | ----- | ----- | ----- | ----- | ----- | -------- |
| Чоловіки | 6082        | 2506  | 2519  | 3433  | 2791  | 2206  | 1057  | 87       |
| Жінки    | 5721        | 2269  | 2422  | 3046  | 2645  | 2054  | 1430  | 255      |

## Суміжні округи
- Скотт — північ
- Лейн — північ
- Несс — північний схід
- Годжмен — схід
- Гаскелл — південь
- Грей — південь
- Грант — південний захід
- Карні — захід

## Виноски
1. ↑  U.S. Decennial Census. United States Census Bureau. Архів оригіналу за 26 квітня 2015. Процитовано 24 липня 2014.
2. ↑  Historical Census Browser. University of Virginia Library. Архів оригіналу за 11 серпня 2012. Процитовано 24 липня 2014.
3. ↑  Population of Counties by Decennial Census: 1900 to 1990. United States Census Bureau. Архів оригіналу за 5 червня 2019. Процитовано 24 липня 2014.
4. ↑  Census 2000 PHC-T-4. Ranking Tables for Counties: 1990 and 2000 (PDF). United States Census Bureau. Архів оригіналу (PDF) за 18 грудня 2014. Процитовано 24 липня 2014.
5. ↑  State & County QuickFacts. United States Census Bureau. Архів оригіналу за 6 серпня 2011. Процитовано 24 липня 2014. [Архівовано 2011-08-06 у Wayback Machine.](англ.) Наведено за англійською вікіпедією.
6. ↑  American FactFinder. Бюро перепису населення США. Архів оригіналу за 26 лютого 2012. Процитовано 31 січня 2008. [Архівовано 2008-05-21 у Wayback Machine.]

| США | Це незавершена стаття з географії США. Ви можете допомогти проєкту, виправивши або дописавши її. |